# Керст, Дональд Вильям
Дональд Вильям Керст (англ. Donald William Kerst; 1 ноября 1911 — 19 августа 1993) — американский физик, известный как создатель первого бетатрона, автор многих пионерских идей в физике ускорителей, а также работ в области ядерной физики, физики плазмы, медицинской физики.

## Биография
Родился в маленьком городке Галена, штат Иллинойс. Получил степень бакалавра в 1934 году, защитил диссертацию в 1937 году в Иллинойсском университете. Год работал в компании General Electric, затем с 1938 по 1958 год преподавал в Иллинойсском университете, став профессором. В годы Второй мировой войны работал в Лос-Аламосе.
Был женат на Дороти Биркетт Керст, у них было двоих детей.
Умер в Мадисоне от опухоли головного мозга в 1993 году.

## Основные достижения

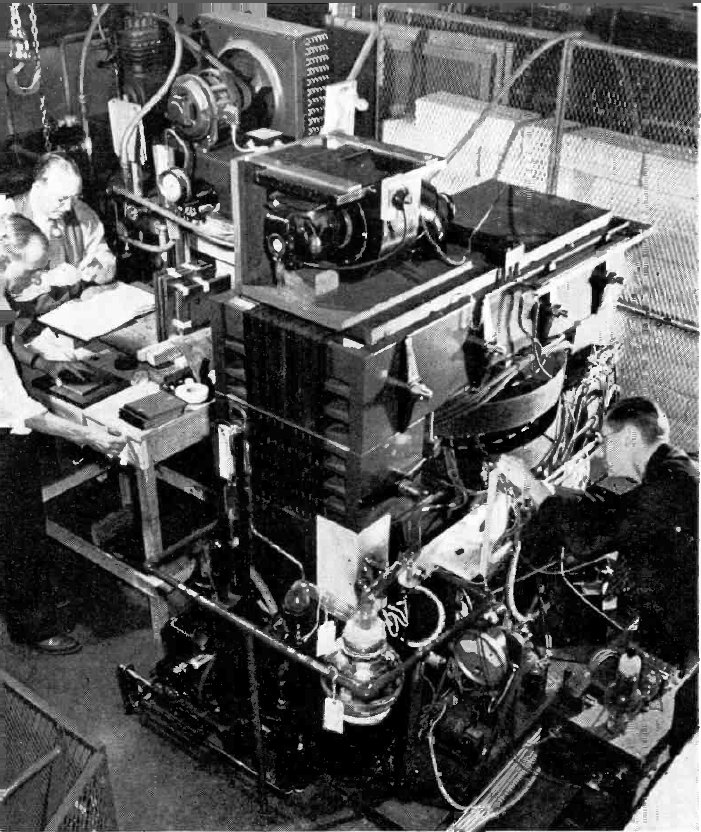
Дональд Керст (справа) работает с 20 МэВ бетатроном компании General Electric, февраль 1942.

### Бетатрон
В 1940 году Керст запустил в университете Висконсина первый в мире бетатрон — циклический ускоритель, в котором электроны ускоряются вихревым электрическим полем — на энергию 2.3 МэВ. В дальнейшем он сконструировал ещё серию бетатронов на более высокие энергии, кульминацией стал 300 МэВ бетатрон в Иллинойсском университете, заработавший в 1950 году. Эта энергия до сих пор не превзойдена в бетатронах. Успех Керста был обеспечен скрупулёзными расчётами динамики частиц (включая инжекцию), грамотной оценкой физических эффектов, влияющих на динамику, а также тщательным проектированием всех узлов ускорителя. (Задолго до Керста, в 1926 году, Рольф Видероэ создал бетатрон, однако он не заработал из-за ошибок в расчётах.) Керст в 1941 году совместно с Робертом Сербером публикуют теорию, описывающую поперечные колебания частиц в циклическом ускорителе, позднее названные бетатронными.
Бетатрон был очень быстро использован для нужд промышленности, медицины, ядерной физики. Это был первый ускоритель, производящий гамма-излучение. В Лос-Аламосе Керст строит 20 МэВ бетатрон для изучения взрывных процессов. Позже, в конце 1940-х, начале 50-х бетатроны используются для терапии рака и для экспериментов по фотораспаду дейтрона, для фотоядерных реакций (включая открытие гигантского дипольного резонанса).

### MURA и FFAG-ускорители
В период 1953—1957 Керст занимал пост технического директора ассоциации Midwestern Universities Research Association (MURA), где работал над концепциями перспективных конструкций ускорителей. Была разработана и построена серия ускорителей с постоянным ведущим полем (FFAG: Fixed Field Alternating Gradient). Первый ускоритель такого типа заработал в 1956 году. В 1957 году Керст изобрёл для FFAG-ускорителей принцип спиральной секторной фокусировки, который сегодня часто применяется в секторных синхроциклотронах.

### Встречные пучки
Керст был одним из первых, кто увидел будущее в ускорителях со встречными пучками (коллайдеры). В 1956 году он публикует статью, в которой предлагает сталкивать протонные пучки для экспериментов по физике элементарных частиц. На примере FFAG-ускорителей он показал возможность накопления интенсивных пучков, что делало перспективным столкновение пучка с другим пучком, а не с фиксированной мишенью.

### Физика плазмы
В 1957 году Керст переключился на вопросы, связанные с физикой плазмы. В университете Висконсина создаётся тороидальный октуполь — машина, в которой впервые было продемонстрировано время жизни плазмы, превосходящее предел Бомовский диффузии.

## Награды
- Comstock Prize in Physics, 1943.
- John Scott Award, 1946.
- John Price Wetherill Medal, 1950.
- James Clerk Maxwell Prize in plasma physics, 1984.
- Премия Роберта Уилсона по физике ускорителей, 1988.